# Erastus Salisbury Field

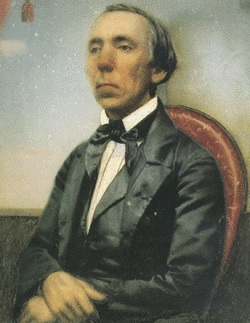
Erastus Salisbury Field

Erastus Salisbury Field (* 19. Mai 1805 in Leverett, Massachusetts; † 28. Juni 1900 in Sunderland, Massachusetts) war ein amerikanischer Maler und Fotograf. Er erlernte seine künstlerischen Fähigkeiten weitestgehend als Autodidakt und erhielt nur einige Monate Unterricht bei Samuel F. B. Morse. Field zählt zu den Vertretern der amerikanischen Volkskunst und arbeitete zunächst als Wandermaler, wobei er Porträts von Angehörigen der Mittelschicht Neuenglands schuf. Mit dem Aufkommen der Daguerreotypie verlor er einen Großteil seiner Kunden und arbeitete daraufhin selbst als Fotograf. Die neue Technik nutzte er fortan als Vorlage für einige seiner Gemälde. Ab 1860 malte er exotische Landschaften mit teils biblischen Motiven. Sein Hauptwerk Historical Monument of the American Republic ist ein Monumentalbild zur amerikanischen Geschichte. Field gilt durch sein fantasiereiches Spätwerk mit ungewöhnlicher Motivwahl als Ausnahmeerscheinung innerhalb der amerikanischen Volkskunst.

## Leben

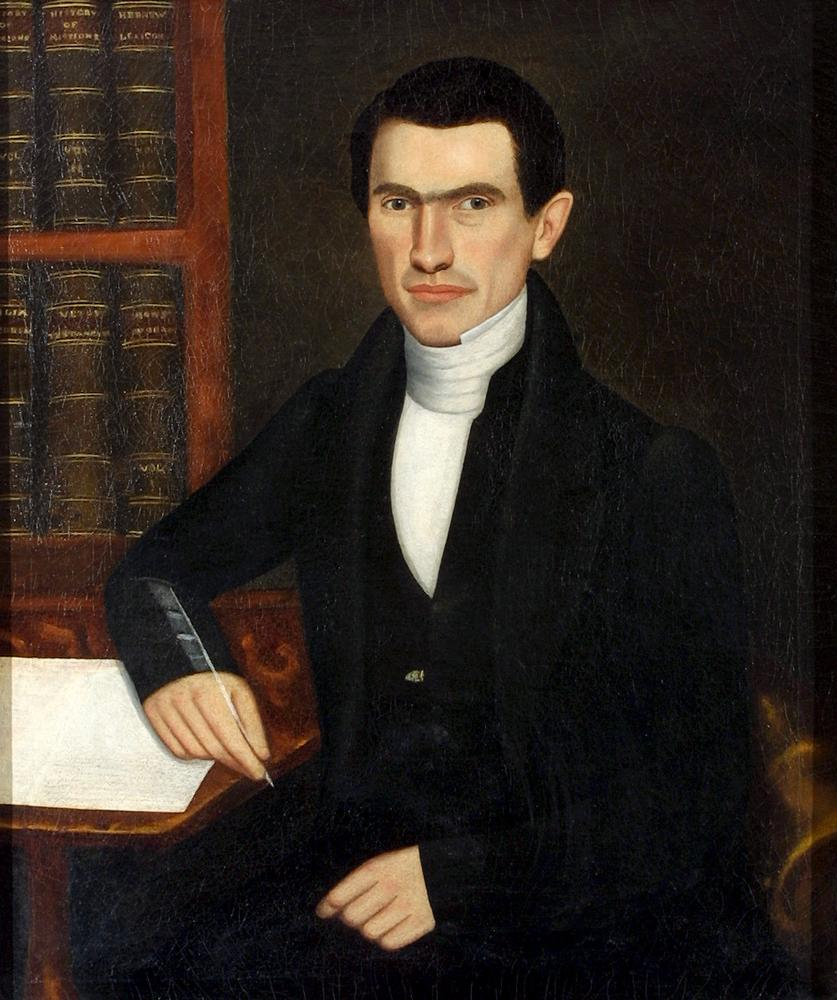
Portrait Josiah Goddard, 1838,
Brown University, Providence, R.I.

Erastus Salisbury Field kam am 19. Mai 1805 als Sohn eines Farmers in Leverett im Bundesstaat Massachusetts zur Welt. Schon früh zeigte er ein Talent beim Zeichnen von Porträts. 1824 ging er nach New York, um bei Samuel F. B. Morse Unterricht zu nehmen. Nach dem Tod von Morses Frau im Folgejahr brach er die Ausbildung ab und es ist unklar, in welchem Umfang er tatsächlich Unterricht erhielt. Eine weitere Ausbildung ist nicht bekannt, sodass Kunsthistoriker davon ausgehen, dass Field sich seine künstlerischen Fähigkeiten weitgehend als Autodidakt aneignete.
Nach der Rückkehr in seine Heimat Leverett entsteht sein erstes bekanntes Gemälde, das auf 1826 datierte Porträt der Großmutter Elizabeth Billings Ashley (Museum of Fine Arts, Springfield). In dieser Zeit begann er als Wandermaler im westlichen Massachusetts und in Connecticut Porträts zu fertigen, wobei er zahlreiche seiner Aufträge durch Vermittlung von Verwandten erhielt. 1831 heiratete er Phebe Gilmore, mit der er fortan in Ware lebte. Aus dieser Ehe ging als einziges Kind eine 1832 geborene Tochter hervor. In den 1830er Jahren produzierte Field eine Vielzahl von – teils innerhalb eines Tages gemalten – Porträts, die der Familie ein Leben in bescheidenen Wohlstand sicherten. Seine qualitativ besten Porträts entstanden von 1836 bis 1839, als die Familie in Leverett lebte. Nachdem die Familie kurzzeitig erneut nach Ware zog, ließ sie sich 1841 in New York nieder. Field blieb dort sieben Jahre und zeigte seine Werke wiederholt in Ausstellungen.

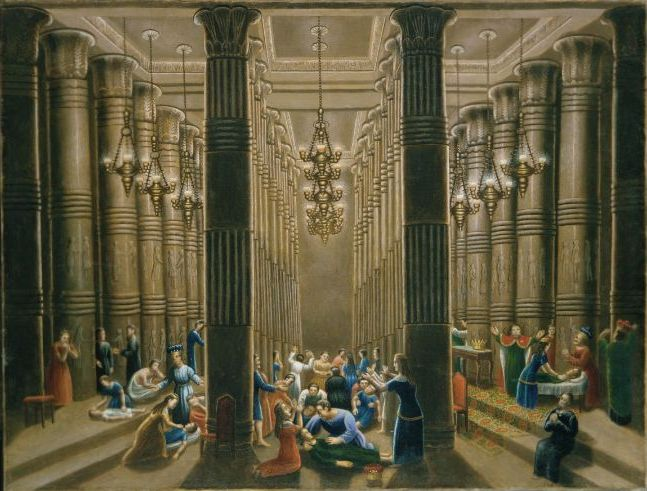
The Death of the First Born, 1865–80,
Metropolitan Museum of Art, New York

Nachdem 1839 die Daguerreotypie in den Vereinigten Staaten eingeführt wurde, verringerten sich rasch die Aufträge für Porträtmaler. Field ließ sich daraufhin selbst zum Fotografen ausbilden und warb ab 1842 als Daguerreotypist für Porträtaufnahmen. Seine wenigen seit dieser Zeit entstandenen gemalten Porträts beruhen auf zuvor gefertigten Fotos. In seiner Malerei wandte er sich ab dieser Zeit überwiegend dem Landschaftsmotiv zu. 1848 ging er zurück nach Massachusetts, um die Farm seines Vaters zu verwalten.
Von 1852 bis 1859, dem Jahr als seine Frau starb, lebte Field abwechselnd in Sunderland, Palmer und North Amherst. Anschließend zog er mit seiner Tochter nach Plumtrees, einer Siedlung in Sunderland, wo die Familien Cooley und Hubbard lebten, mit denen Field seit seiner Kindheit befreundet war. Field blieb hier bis zum Ende seines Lebens und richtete sich ein einfaches Atelier ein. Insbesondere in den Jahren 1865 bis 1885 arbeitete er überwiegend an exotischen Landschaften mit mythologischen oder biblischen Themen. Einige dieser Werke entstanden möglicherweise für die Congregational Church in North Amherst, der Field seit 1853 angehörte. Zudem arbeitete er an einigen patriotischen Motiven. Seine Werke beruhen hierbei sowohl auf eigener Fantasie, wie auf gedruckten Illustrationen von Künstlern, wie die englischen Maler Richard Westall (1765–1836) und John Martin. Field starb am 28. Juni 1900 im Alter von 95 Jahren.

## Werk

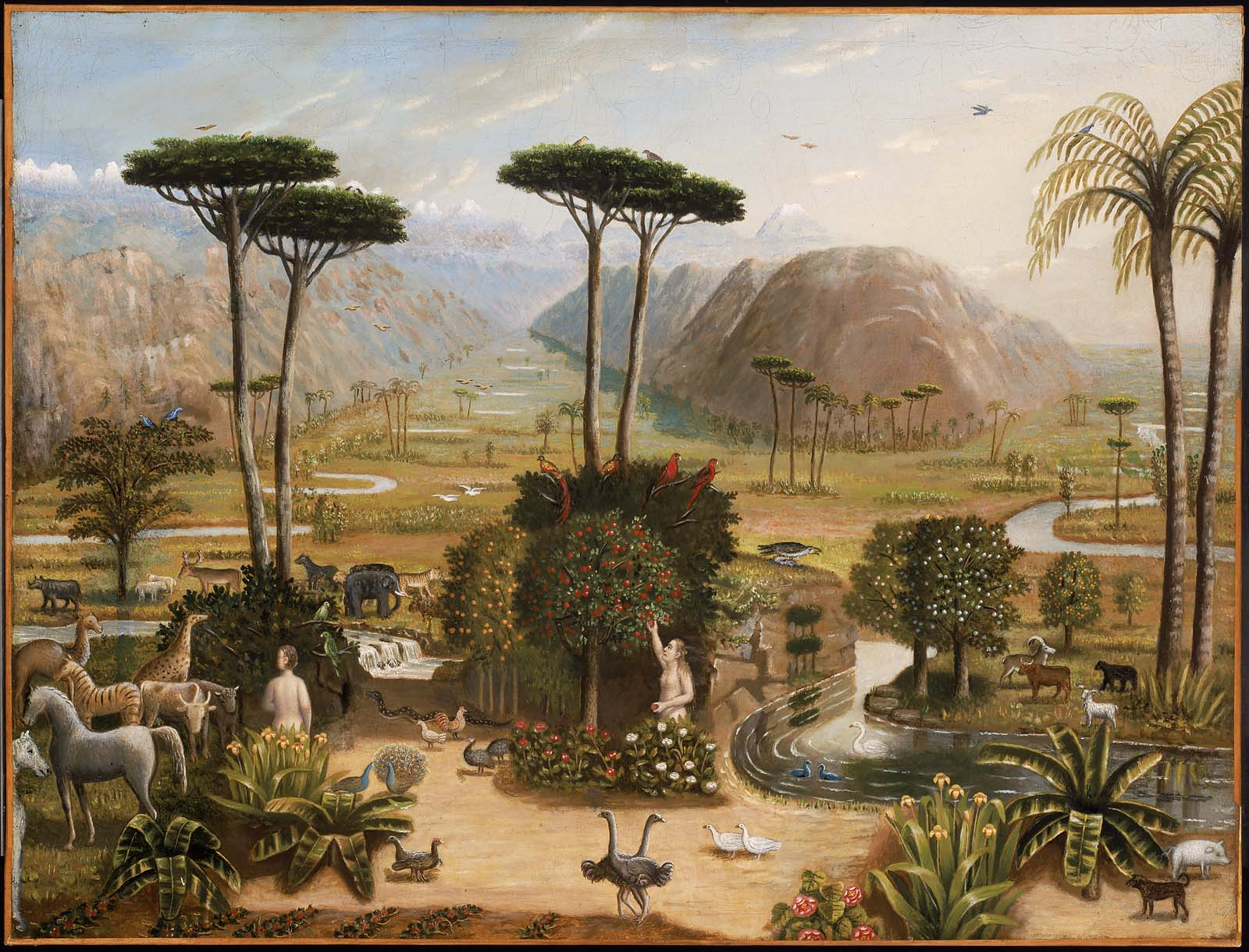
The Garden of Eden, um 1860,
Museum of Fine Arts, Boston

In seinen frühen Bildern war Field ein typischer Vertreter der amerikanischen Volkskunst. Er schuf seine Porträts für die Mittelklasse, denen seine Werke als Erinnerungsbilder dienten. Hierbei ging es weniger um besondere künstlerische Fähigkeiten, sondern mehr um good likeness, also größtmögliche Ähnlichkeit zwischen Abbild und Modell, wobei der Maler möglicherweise den Porträtierten ein schmeichelhaftes Konterfei verlieh. Field zeigte die Dargestellten stets in ihrem Sonntagsstaat in einer steifen Pose. Zur Ausführung kamen meist Brustbildnisse, gelegentlich finden sich aber auch Ausführungen als Ganzfigur oder Gruppenporträts. Trotz seines Mangels an professioneller Ausbildung gelang es Field die Gesichtszüge detailreich zu erfassen und die Konturen hervorzuheben. Ebenso sorgfältig gab er Einzelheiten der Kleidung – beispielsweise Spitzenkragen und -hauben – oder Requisiten wie Bücher, Blumenkörbe und Möbel wieder. Die korrekte anatomische Darstellung des Körpers misslang Field allerdings, wodurch der Kopf oftmals wie auf den Körper montiert wirkt. In seinen späteren Porträts zeigt sich deutlich der Einfluss der Daguerreotypie. Die Personen wirken hierin durch eine noch präzisere Ausführung insgesamt glatter in der Darstellung.
Nachdem sich Field in den 1860er Jahren nach Plumtrees zurückgezogen hatte, arbeitete er, der nie das Ausland bereist hatte, an einigen exotischen Motiven, wie seine Ansicht des Taj Mahal (National Gallery of Art). Darüber hinaus entstand eine Reihe von biblischen Motiven wie Death of the First Born (Metropolitan Museum of Art). Hierin bezog er sich auf die Zehn Plagen und dem von Moses verkündeten Tod der Erstgeborenen. Die Szenerie versetzte Field in einen Saal mit ägyptischen Säulen. Die architektonischen Details, sowohl bei diesem Bild, wie beim vorgenannten indischen Sujet, entnahm Field vermutlich zeitgenössischen Illustrationen. Seine exotischen und biblischen Motive sind eine einmalige Ausnahme in der amerikanischen Volkskunst des 19. Jahrhunderts. Kein anderer Künstler der American Folk Art hat derart ein eigenes Bildkonzept aus dem Repertoire des Bekannten gepaart mit unwirklicher Stimmung erarbeitet. In Bildern wie The Garden of Eden (Museum of Fine Arts, Boston) zeigte er fantasiereich seine eigene geheimnisvolle Ideenwelt.
Geprägt durch den Amerikanischen Bürgerkrieg wandte sich Field 1867 seinem Hauptwerk zu, dem 2,5 × 3,9 Meter großen Monumentalgemälde Historical Monument of the American Republic (Museum of Fine Arts, Springfield). Das Werk hat innerhalb der amerikanischen Volkskunst durch seine umfassende Visionarität und seinen sozialen Idealismus eine herausgehobene Stellung. Die Idee zu diesem Bild kam Field anlässlich der Vorbereitungen zur 100-Jahr-Feier der Vereinigten Staaten im Jahr 1876. Er schuf eine architektonische Version aus zunächst acht Türmen in verschiedenen Baustilen. An den Türmen entwickelte er in 130 reliefartigen Grisaille-Bildern, von unten nach oben historisch fortlaufend, die einzelnen Stationen der amerikanischen Geschichte von den kolonialen Anfängen, über den Bürgerkrieg, bis zur Zeit der Entstehung des Bildes. Er sparte hierbei auch negative Seiten wie die Sklaverei nicht aus, deren entschiedener Gegner er war. Sieben der acht Turmspitzen sind mit Eisenbahnbrücken verbunden, auf denen Züge verkehren. Diese Darstellung einer Utopie sollte nach Fields Plänen auf der Weltausstellung in Philadelphia gezeigt werden, wo jedoch nur ein nach dem Gemälde angefertigter Stich von Edward Bierstadt (1824–1906) zur Ausstellung kam. Erst 1888 schloss er die Arbeiten an diesem Bild endgültig ab, indem er zwei weitere Türme hinzufügte.

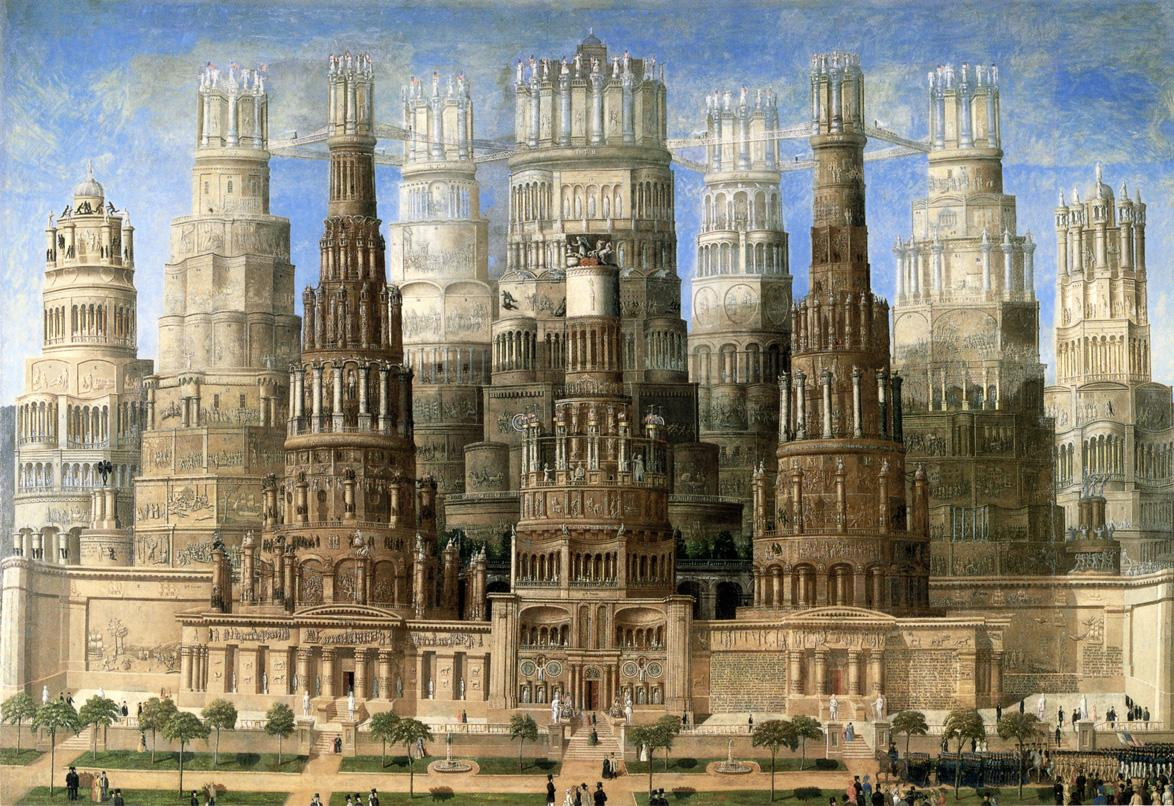
Historical Monument of the American Republic, 1867–1888,
Michele & Donald D’Amour Museum of Fine Arts, Springfield, Ma.

Fields Gemälde gerieten nach seinem Tod einige Jahrzehnte in Vergessenheit, bevor in den 1930er Jahren der künstlerische Wert der amerikanischen Volkskunst von Sammlern und Museen entdeckt wurde. Seine Arbeiten befinden sich sowohl in auf Volkskunst spezialisierten Institutionen wie dem Shelburne Museum oder dem American Folk Art Museum, aber auch in zahlreichen Kunstmuseen der Vereinigten Staaten. Etwa 300 Gemälde aus seiner Hand sind bekannt.